# Edvin Ryding
Lars Edvin Folke Ryding (Stoccolma, 4 febbraio 2003) è un attore svedese. È principalmente conosciuto per il ruolo del principe Wilhelm nella serie svedese Young Royals.

## Biografia
Edvin Ryding è nato a Stoccolma il 4 febbraio 2003. È cresciuto a Saltsjö-Boo e ha tre fratelli. È il nipote del giornalista Lars Ryding.
Ha debuttato come attore all'età di sei anni nella miniserie televisiva Mannen under trappan (2009), mentre, in seguito, è apparso in produzioni come Fröken Frimans krig, Kronjuvelerna, The Stig-Helmer Story, Nobels testamente e molti altri film di Annika Bengtzon, prodotti nel 2011. Ha prestato la voce al personaggio principale del film d'animazione svedese-danese Resan till Fjäderkungens rike. Nel 2013 e nel 2014 ha avuto il ruolo principale nella miniserie Lars Diary dello Young Radio Theatre. Dal 2015 appare nella serie tv Gåsmamman come il figlio più giovane Linus Ek e ha interpretato il ruolo di Sylvester Silfverhielm nel programma di Natale di SVT Storm på Lugna gatan nel 2018.
Nel 2021 raggiunge la notorietà internazionale grazie alla serie tv Young Royals, prodotta e distribuita da Netflix, dove interpreta il ruolo del principe Wilhelm.

## Filmografia

### Cinema
- Kronjuvelerna, regia di Ella Lemhagen (2011)
- The Stig-Helmer Story, regia di Lasse Åberg (2011)
- Annika: Crime Reporter - Il testamento di Nobel (Nobels testamente), regia di Peter Flinth (2012)
- Annika: Crime Reporter - I dodici sospetti (Prime Time), regia di Agneta Fagerström-Olsson (2012) Uscito in home video
- Annika: Crime Reporter - Studio Sex (Studio Sex), regia di Agneta Fagerström-Olsson (2012) Uscito in home video
- Annika: Crime Reporter - Il lupo rosso (Den röda vargen), regia di Agneta Fagerström-Olsson (2012) Uscito in home video
- Annika: Crime Reporter - Freddo sud (En plats i solen), regia di Peter Flinth (2012) Uscito in home video
- Annika: Crime Reporter - Finché morte non ci separi (Livstid), regia di Ulf Kvensler (2012) Uscito in home video
- IRL, regia di Erik Leijonborg (2013)
- Om allt vore på riktigt, regia di Stephane Mounkassa e Stefan Sundin - cortometraggio (2016)
- Una parte di te (En del av dig), regia di Sigge Eklund (2024)
- 28 anni dopo (28 Years Later), regia di Danny Boyle (2025)

### Televisione
- Mannen under trappan, regia di Daniel Lind Lagerlöf – miniserie TV (2009)
- Biciklo - Supercykeln – serie TV, 3 episodi (2013)
- Fröken Frimans krig – serie TV, 12 episodi (2013-2017)
- Bastuklubben – serie TV, 6 episodi (2014)
- Gåsmamman – serie TV, 46 episodi (2015-2022)
- Storm på Lugna gatan – serie TV, 23 episodi (2018)
- Älska mig – serie TV, 7 episodi (2019-2020)
- Maria Wern – serie TV, 2 episodi (2020)
- Young Royals – serie TV (2021-2024)
- Abisso (Avgrunden), regia di Richard Holmes – film TV (2023)

## Riconoscimenti
- 2021 – Festival del cinema di Stoccolma[14][15]
  - Rising Star Award per Young Royals

- 2022 – Gaygalan Awards[16]
  - Miglior duo per Young Royals (con Omar Rudberg)

- 2022 – Kristallen[17]
  - Nomination Miglior attore per Young Royals